# Jüri Pootsmann (minialbum)
Jüri Pootsmann – debiutancki minialbum estońskiego piosenkarza Jüriego Pootsmanna, wydany 20 listopada 2015 roku nakładem wytwórni Universal Music Oy. 

## Single
- „Torm” – został wydany 31 maja 2015 roku[1].
- „Aga siis” – został wydany 13 listopada 2015 roku[2]
- „Play” – został wydany 4 stycznia 2016 roku[3]. Utwór wygrał krajowe eliminacje Eesti Laul 2016, dzięki czemu reprezentował Estonię w 61. Konkursie Piosenki Eurowizji w 2016 roku[4][5].

## Lista utworów
Spis sporządzono na podstawie materiału źródłowego.
| Jüri Pootsmann | Jüri Pootsmann   | Jüri Pootsmann             | Jüri Pootsmann |
| Nr             | Tytuł utworu     | Autorstwo                  | Długość        |
| -------------- | ---------------- | -------------------------- | -------------- |
| 1.             | „Sadama Peab”    | Vaiko Eplik, Sten Sheripov | 4:08           |
| 2.             | „Nooled”         | Vaiko Eplik, Sten Sheripov | 4:24           |
| 3.             | „Aga siis”       | Sten Sheripov              | 3:31           |
| 4.             | „Ainult jooksen” | Sten Sheripov, Madis Aesma | 3:31           |
| 5.             | „Torm”           | Kim W, Maian Kärmas        | 3:37           |
|                |                  |                            | 19:11          |